# Delizia del Verginese

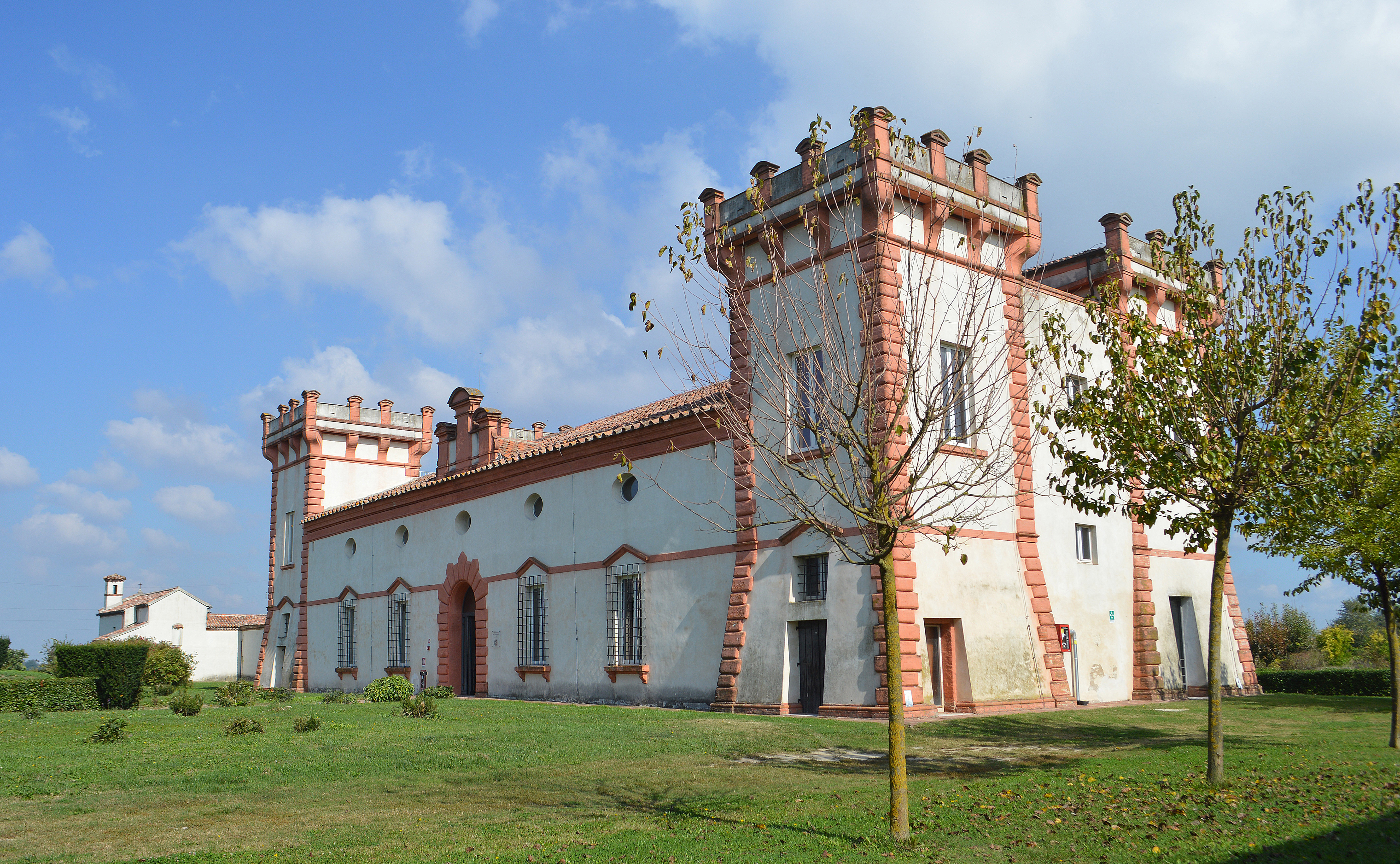
Delizia del Verginese

Die Delizia del Verginese ist eine Residenz der D’Estes in Portomaggiore in der italienischen Region Emilia-Romagna. Die Anlage liegt im heutigen Ortsteil Gambulaga.

## Beschreibung
Es handelt sich um ein Landhaus mit rechteckigem Grundriss und zwei Geschossen, das an den vier Ecken mit zinnenbewehrten Türmen versehen ist. Es wurde aus Mauerziegeln erbaut, die weiß getüncht sind. Durch eine Vorhalle aus dem 18. Jahrhundert ist es mit einer Privatkapelle verbunden. Im hinteren Teil des Anwesens gibt es einen Renaissancegarten und ein Taubenhaus, wie es im Raum Ferrara bei vielen, herrschaftlichen Villen üblich war.

## Geschichte

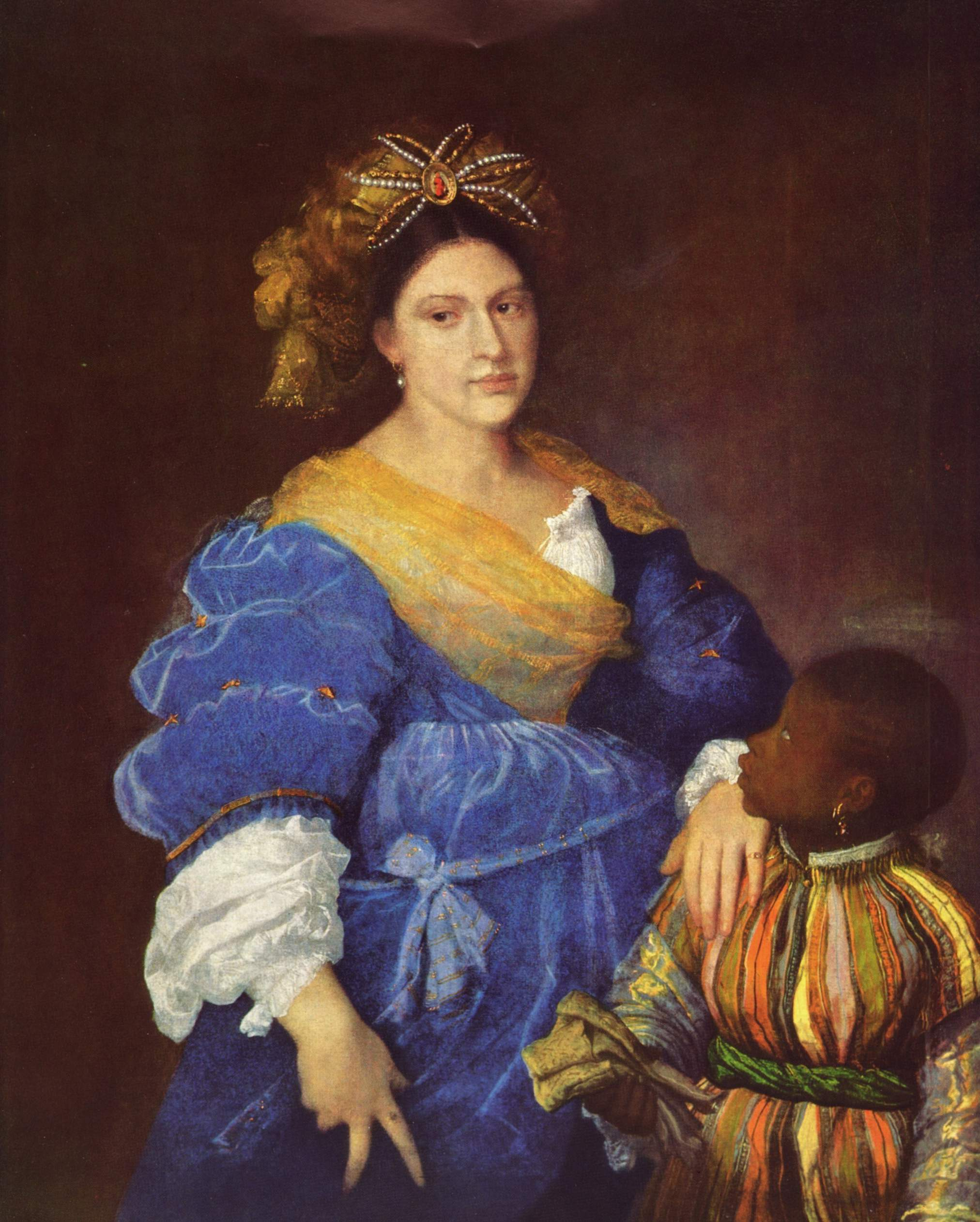
Porträt von Laura Dianti (von Tizian)

Das Haus wurde in Form eines einfachen Bauernhauses in der Nähe der Flüsse Primaro und Sillaro bereits Ende des 15. Jahrhunderts errichtet und war so von Ferrara aus auf dem Wasser erreichbar. Unter dem Herzog von Ferrara, Alfonso I. d’Este, wurde es vermutlich von Girolamo da Carpi umgebaut und erreichte seinen höchsten Glanz. In dieser Zeit wurden die quadratischen Ecktürme errichtet, die eleganten Tympana an den Fenstern und das Bossenwerk der Fassaden, das Tor und Türme einrahmt.
Alfonso I. d’Este schenkte die Delizia seiner Kurtisane Laura Dianti, die den Herzog nach dem Tod seiner Gattin Lucrezia Borgia tröstete und begleitete. Sie lebte dort bis zu ihrem Tod. Laura Dianti wurde in einem Gemälde von Tizian identifiziert, der von Alfonso gerufen wurde, um ein Porträt der Dame zu malen, die Alfonso vielleicht sogar kurz von seinem Tod heiratete.
Als Laura Dianti 1573 starb, fiel der Komplex an ihren Sohn, Alfonso, und von diesem auf direktem Wege an dessen Neffen Cesare d’Este, Herzog von Modena und Reggio, der ihn 1590 teilweise an die Familie Picchiati und teilweise an die Markgrafen von Bagno abgaben. In den folgenden Jahrhunderten ging das Landgut durch verschiedenen Hände bis 1771 die Familie Bargellesi die Vorhalle mit Arkaden bauen ließ, die die Kapelle mit dem Landhaus verbindet, und das Erdgeschoss mit Stuck dekorieren ließ.
In den ersten Jahren des 20. Jahrhunderts wurden die Räume des Hauptgeschosses und das Innere der Kapelle mit bildlichen Dekorationen verschönert.
Im Zweiten Weltkrieg wurde der Komplex erst durch militärische Truppen besetzt und dann von Vertriebenen und schließlich wurde er ein Unterschlupf für Tiere.
Der letzte private Eigentümer, der Rechtsanwalt Enrico Fontana, überließ die Villa der Provinzialverwaltung Ferrara, die sie in den 1980er-Jahren restaurieren ließ.